# Galanthus trojanus
Galanthus trojanus là một loài thực vật có hoa trong họ Amaryllidaceae. Loài này được A.P.Davis & Özhatay mô tả khoa học đầu tiên năm 2001.